# 오기와라 로쿠잔

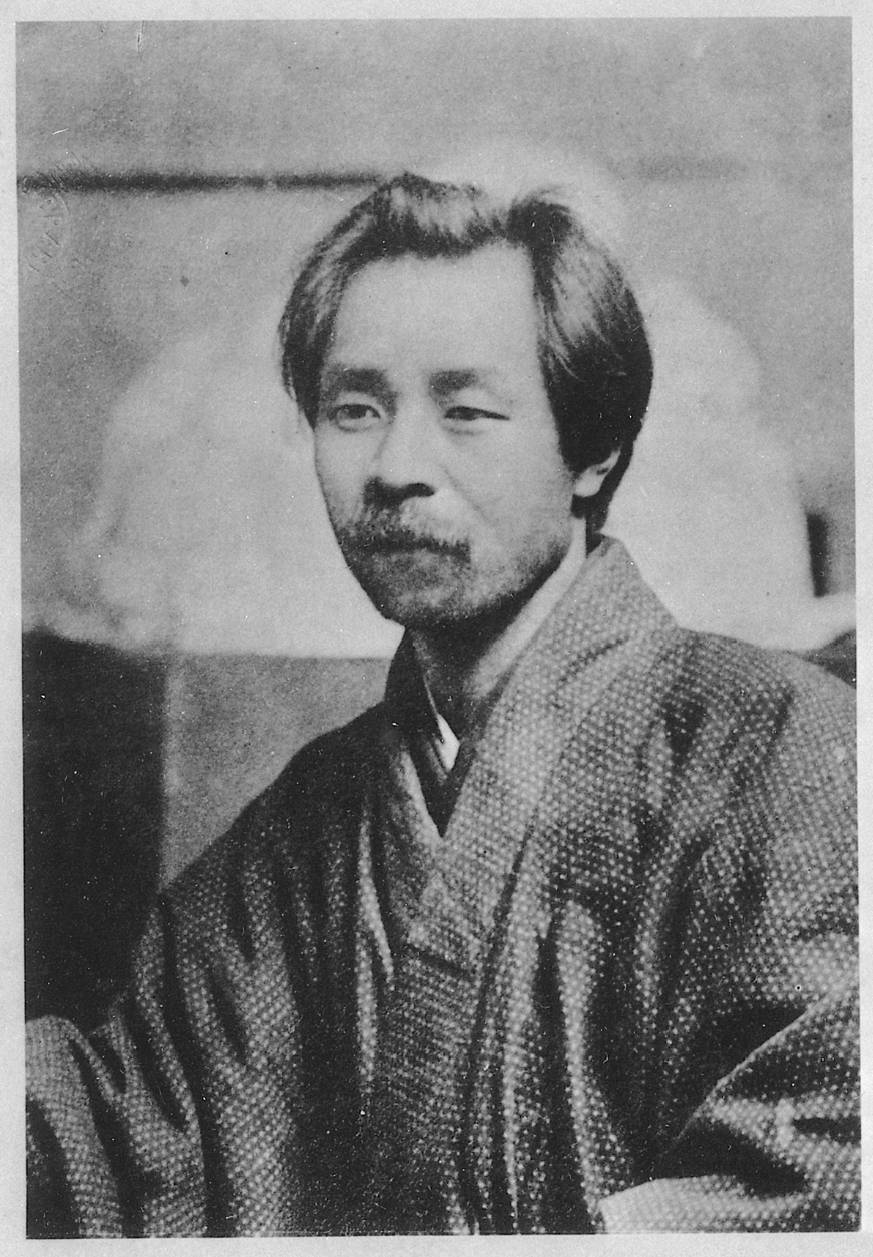

오기와라 로쿠잔(荻原 碌山, 1879년 12월 1일 ~ 1910년 4월 22일)은 메이지 시대 일본의 조각가이다. 본명은 오기와라 모리에(荻原 守衛)이다. 일본에서 모더니즘 조소를 개척한 인물 중 하나로 알려져있으며, 주로 동상을 작업했다.

## 생애 초기
오기와라 로쿠잔은 나가노현 아즈미노시에서 농부의 다섯째 아들로 태어났다. 어릴 때 부터 가지고 있던 심장 질환으로 어린 나이에 학교를 중퇴할 수밖에 없었다. 1894년, 그는 도쿄에 있는 나카무라야 제과의 사장이자 예술계의 후원자인 소마 아이조와 그 아내 소마 콧코를 만났다. 오기와라 로쿠잔은 이들의 영향을 받아 일본의 금주 운동에 적극적으로 참여하였고, 기독교로 개종했다.

## 예술

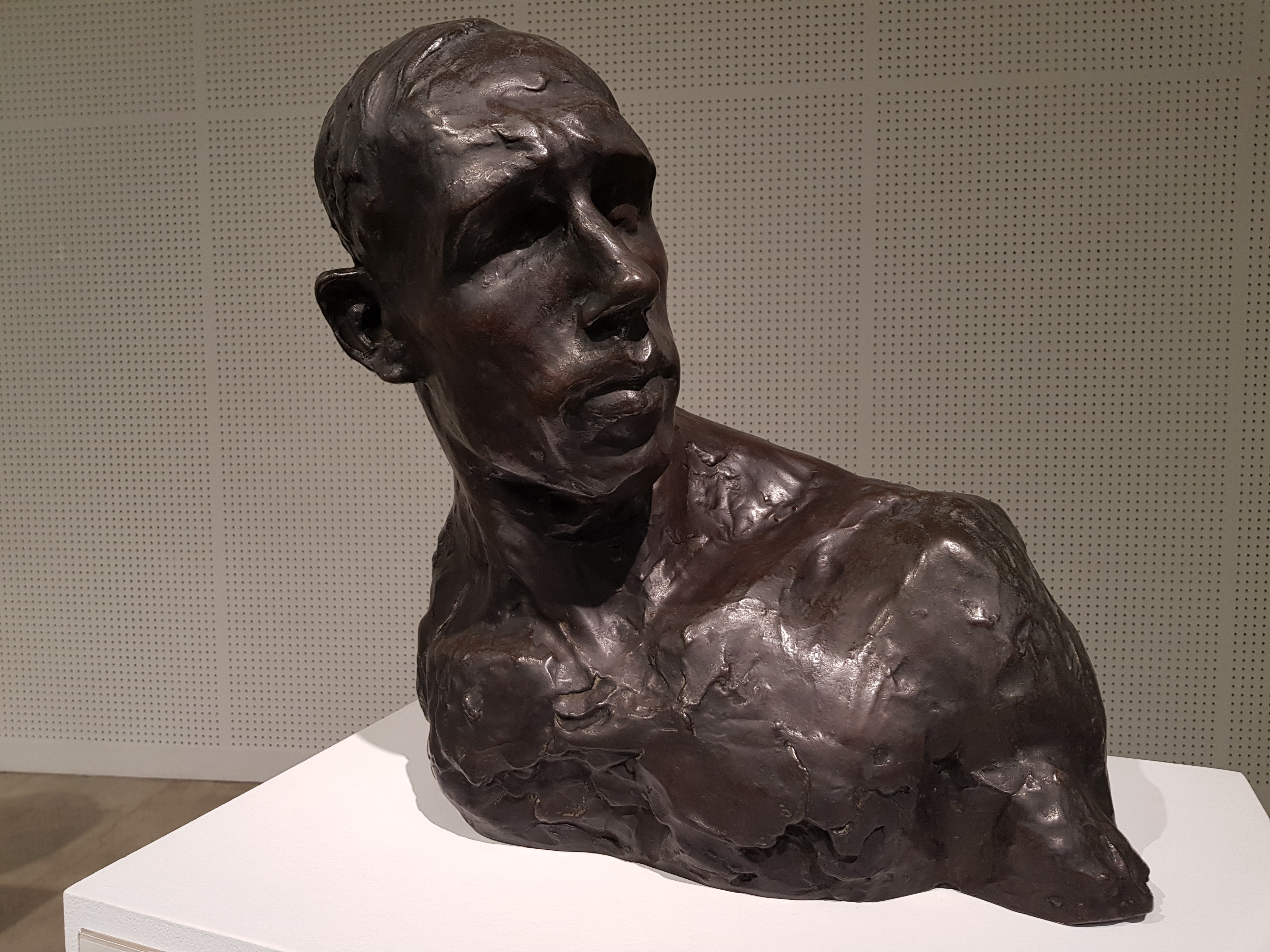
"坑夫"(갱부), 1909.

소마 부부는 오기와라의 예술적 재능을 발견하여, 그의 후원자가 되는 것에 동의했다. 오기와라는 1899년 도쿄로 이사했는데, 가마쿠라에 있는 소마 부부의 별장에 머무르기도 했다. 오기와라는 1901년 미국 뉴욕으로 건너가 뉴욕 예술 학교(현 파슨스 디자인 스쿨)과 예술 학생 연맹에서 당대 유명 화가 로버트 헨라이와 윌리엄 메리트 체이스 밑에서 유화를 공부했다. 1903년, 그는 프랑스 파리로 여행을 가 그의 후원자인 아이즈 소마의 다락에서 생활했는데, 여기서 소마는 오기와라에게 줄리안느 아카데미에서 그림 수업을 더 들을 수 있도록 주선했다. 그러나 오기와라는 오귀스트 로댕이 당시 완성한 지 얼마 되지 않은 생각하는 사람를 마주하고 마음을 완전히 바꾸었다. 그는 자신의 재능을 오로지 청동 조각에만 바치기로 결정했으며, 1904년 미국으로 돌아와 조소를 처음부터 배웠고, 1906년에 프랑스의 줄리안느 아카데미로 돌아왔다.
프랑스에서 그는 로댕을 직접 만날 수 있었고 그에게서 지도를 받았다. 그는 또한 유명한 일본 조각가 다카무라 고타로를 파리에서 만났고, 파리의 주요 미술관에서 그의 투어 가이드 역할을 했다. 그는 런던에 있는 대영박물관을 방문하여 이집트 조각에 감탄하기도 했다. 이 무렵 오기와라도 첫 조각 작품을 완성했다. 1907년 말, 그는 이탈리아, 그리스, 이집트를 거쳐 마침내 1908년에 일본으로 돌아왔다.
소마 부부와 재회한 후, 그는 도쿄 신주쿠에 있는 나카무라야 제과 근처에 그의 작업실을 세웠다. 1908년, 그는 몽가쿠라는 제목의 작품을 제2회 전국 박람회에 출품했다. 12세기 일본의 존경받는 승려인 몽가쿠의 실물 크기 흉상인 이 작품은 여기서 3위를 차지했다. 1909년 제3회 전국 박람회에서 두 작품, 노동자와 호조 토라키치를 발표했다. 1910년에는 제4회 전국 박람회에 출품하려던 '여자'라는 제목의 작품을 완성했지만, 작품을 완성하고 얼마 지나지 않아 결핵으로 갑작스럽게 세상을 떠났다. 이 작품은 사후에 출품되었으며, 일본의 모더니즘 조각의 첫 사례로 런던에서 열린 일영박람회에서 대표작으로 선정될 정도로 미술 평론가들의 호평을 받았다.

## 유산
경력이 짧아 몇 개의 작품을 남겼을 뿐이지만, 그럼에도 불구하고 오기와라는 일본의 현대 조각의 발전에 큰 영향을 미쳤다. 그의 작품인 여자와 호조 토라키치의 석재 원본은 일본 정부에 의해 일본의 중요문화재로 등재되었다. 이 석재 원본들은 도쿄 국립박물관에 소장되어 있으며, 동상은 도쿄 국립근대미술관에 소장되어 있다.
나가노현 아즈미노시의 호타카에 있는 로쿠잔 미술관에서 그의 작품들을 볼 수 있다. 1958년 나가노의 학생들이 40여년간 모은 기금으로 그를 기념하기 위해 지었는데, 건물은 교회를 닮도록 설계됐고 벽돌과 스테인드글라스를 사용해 지어졌다.